# Fernando Lopes
Pour les articles homonymes, voir Lopes.
Fernando Lopes, né le 28 décembre 1935 à Alvaiazere, au Portugal et mort d'un cancer le 2 mai 2012  à Lisbonne, est un réalisateur, scénariste, monteur, producteur et acteur du cinéma portugais. C'est une figure majeure du Novo Cinema, auteur de classiques comme Belarmino en 1964 et Uma Abelha na Chuva en 1972.

## Filmographie

### Courts métrages
- 1961 : As Pedras e o Tempo
- 1962 : As Palavras e os Fios

### Longs métrages
- 1964 : Belarmino
- 1972 : Uma Abelha na Chuva
- 1975 : As Armas e o Povo (pt) (film collectif)
- 1978 : Nós por Cá Todos Bem
- 1984 : Crónica dos Bons Malandros (pt)
- 1988 : Matar Saudades (pt)
- 1993 : Le Fil de l'horizon (O Fio do Horizonte)
- 2002 : Le Dauphin (O Delfim)
- 2004 : Lá Fora (pt)
- 2006 : 98 Octanas (pt)
- 2009 : Os Sorrisos do Destino
- 2012 : Em Câmara Lenta

## Récompenses
- 2002 : Au Festival International de Montréal, nommé au Grand Prix des Amériques pour O Delfim